# Экономический район
Экономические районы — территориально связанные части единого народного хозяйства страны, взаимосвязанные друг с другом их различной специализацией, постоянным обменом производимых товаров и другими экономическими отношениями.
Экономическое районирование — создание теоретико-методологического подспорья для территориальной организации народного хозяйства и обоснования рационального размещения производства в регионах, усовершенствование его специализаций и восхождение социально-экономического развития теории и страны в целом.

## Основные сведения
Экономический район не является конституциально закреплённым территориальным образованием. Нет и органов управления экономическими районами. Тем не менее по районам группируется большой массив статистической информации, ведётся экономическая, социальная, политическая, демографическая диагностика их развития. Развитие идей экономического районирования связано с советской районной школой экономической географии. 

## Критерии формирования
При формировании экономических районов страны, как правило, учитываются следующие критерии:
- географическое расположение района;
- наличие природных ресурсов;
- состояние развития транспорта;
- наличие трудовых резервов;
- состояние инфраструктуры;
- определение специализации;
- определение основных отраслей развития районов.